# Anse-à-Pitres
Anse-à-Pitres (em crioulo haitiano:  Ansapit), é uma comuna do Haiti, situada no departamento do Sudeste e no arrondissement de Belle-Anse.
De acordo com o censo de 2003, sua população total é de 21846 habitantes.
Em 2009, a cidade foi palco de confrontos entre militares haitianos e dominicanos na fronteira entre os dois países, em virtude da imigração ilegal de haitianos para o país vizinho.